# Cofradía del Cristo de los Méndez
La Real Cofradía del Santísimo Cristo de los Méndez forma parte de la Semana Santa de Baza, Granada.
Se caracteriza por tener en su origen la imagen de un Cristo de procedencia legendaria, y supuestos poderes milagrosos.

## Historia
Tras la Guerra Civil se organizó la cofradía, pues desde 1934 ya se contaba con una asociación religiosa. En 1940 se comenzó a buscar un escultor, sería Antonio Martínez Olalla el escogido.  
En la Iglesia Mayor del Sagrario de Baza, el 6 de febrero de 1944 se aprobaron por unanimidad en el pleno de la Junta General, las constituciones de esta asociación, aunque desde 1940 se han venido celebrando desfiles procesionales con la Imagen. Desde 1989 está hermanada con la Cofradía de los Gitanos de Granada. El 5 de abril de 2013 SM concede el título de "Real" a la cofradía.

### Leyenda
El santísimo Cristo de los Méndez es una imagen que desde el siglo XVII ya era venerada en Baza, aunque no podemos datar con exactitud su existencia. Su nombre va unido a una leyenda y a la familia Méndez Pardo, patrones de su capilla. La leyenda dice así:
“... que en el zaguán de una de las casas de la Calle Méndez había un recio madero. Cierta noche, los dueños de la casa oyeron unos fuertes golpes en la puerta y una voz profunda que decía: ¡venimos por el madero!, a lo que no dieron crédito, ya que la viga era de tales dimensiones, que difícilmente podía ser transportada. Pero a la mañana, observaron que el madero había desaparecido. Pasaron algunos días, y otra noche volvieron a escuchar como llamaban a la puerta y la misma voz que decía: ¡traemos el madero! Bajaron precipitadamente y hallaron la talla de un Cristo crucificado”, la cual empezó desde ese momento a ser objeto de gran veneración, llevándose a la iglesia del Sagrario, y siendo tenido por un Cristo muy milagroso.

## Imagen
La imagen original, de la que se guardan documentos gráficos era una obra realizada en la mitad del siglo XVI posiblemente de la escuela de Diego de Siloe descartándose así la teoría de la hechura de Cecilio López, abuelo de José de Mora. Hasta hacer relativamente poco, se pensaba que los Méndez Pardo fueron los dueños de la talla, pero a raíz de una investigación, la familia Baeza y Narvaéz, eran los propietarios de la Imagen. La capilla lleva la firma de Rodrigo de Gijaba, gracias a un contrato encontrado con la autorización de Juan de Baeza. Dicha imagen fue destruida durante nuestra guerra civil. La actual imagen, acabada el 26 de noviembre de 1942, y muy diferente de la original, es obra de Antonio Martínez Olalla, famoso imaginero granadino, siendo una copia fiel del “Cristo de la Misericordia” de José de Mora, que se venera en Granada en la iglesia de San José, ya que no había facilidades técnicas para reproducir el antiguo Cristo hallado milagrosamente en el portal de una casa del Callejón de Méndez, Cristo que fue destruido en la guerra civil española. En el 2017 fue restaurado por Dionisio Olgoso Moreno, con motivo del 75 Aniversario de la hechura de la Imagen.

## Trono
En el año 2016 la cofradía estrenó un nuevo trono, obra del Taller de Hijos de Esteban Jiménez, sustituyendo el anterior, datado en el año 1944, obra de Esteban Jiménez Montoya. Posteriormente fue modificado en 1989, y adaptado para poder ser portado a hombros por hombres de trono en el Taller de los hermanos Jiménez, hijos del creador del trono.

## Vestimenta
La indumentaria de los penitentes consta de túnica morada con cíngulo amarillo-oro y morado, y capa y antifaz grana.
Los hombres de trono van con traje negro, camisa blanca, corbata negra, guantes negros y la medalla e insignia de la cofradía, al igual que el capataz y el contraguía.

## Estación de penitencia
La estación de penitencia comienza con la salida del Cristo de la Iglesia Mayor de Baza, con las luces de la Plaza Mayor de la localidad apagadas, y con la única luz de unas antorchas encendidas a lo largo de la rampa de entrada al templo. En este punto, en la actualidad, hace un saludo a otra imagen bastetana, la Virgen de la Esperanza. Recorre las calles: Plaza Mayor, Alhóndiga, Alamillos, Plaza Arcipreste Juan Hernández, Enrique Enríquez, Rubén Darío, Av. José de Mora, Carril, Dolores, Callejón Méndez (se recita la leyenda de este Cristo), Plaza Encarnación, Plaza Mayor y entrada de nuevo a la concatedral de Baza.
Desde 2018 se decidió apostar por música de tambores y cornetas, siendo la Banda de Cornetas y Tambores María Inmaculada (Caniles, Granada).  